# Gare de Wissembourg
Gare de Wissembourg – stacja kolejowa w miejscowości Wissembourg, w departamencie Dolny Ren, w regionie Grand Est, we Francji. Jest zarządzany przez SNCF i obsługiwany przez pociągi TER Grand Est i regionalne Deutsche Bahn.

## Położenie
Znajduje się na linii Vendenheim – Wissembourg, na km 57,697, na wysokości 159 m n.p.m.

## Historia
Stacja została otwarta 23 października 1855 przez Compagnie des chemins de fer de l’Est wraz z odcinkiem linii między Haguenau i Wissembourg.

## Linie kolejowe
- Linia Vendenheim – Wissembourg
- Linia Neustadt – Wissembourg
- Linia Wissembourg – Lauterbourg